# Pseudonotictis pusillus
Pseudonotictis pusillus és una espècie de marsupial sud-americà extint que visqué durant el Miocè inferior. Se n'han trobat restes fòssils a l'Argentina.